# Polyzoa pacifica
Polyzoa pacifica is een zakpijpensoort uit de familie van de Styelidae. De wetenschappelijke naam van de soort is voor het eerst geldig gepubliceerd in 1951 door Tokioka.